# Aung Thu
Aung Thu (* 22. Mai 1996 in Pyinmana) ist ein myanmarischer Fußballspieler.

## Karriere

### Verein
Das Fußballspielen erlernte Aung Thu auf der Mandalay Football Academy. Seinen ersten Vertrag unterschrieb er 2013 beim Yadanarbon FC. 2016 wurde er mit dem Verein Meister des Landes. 2015, 2016 und 2017 wurde er zum Spieler des Jahres gewählt. Bis 2017 absolvierte er 58 Spiele für den Verein. 2018 ging er nach Thailand, wo er an den Erstligisten Police Tero FC ausgeliehen wurde. Nach 31 Spielen und elf Toren in der ersten Liga wechselte er 2019 ebenfalls auf Leihbasis zum Spitzenclub Muangthong United nach Pak Kret, einem nördlichen Vorort der Hauptstadt Bangkok. Nach der Ausleihe kehrte er zu Yadanarbon zurück. Ende Dezember 2020 ging er wieder nach Thailand, wo er sich dem Erstligisten Buriram United aus Buriram anschloss. Am Ende der Saison 2021/22 wurde er mit Buriram thailändischer Meister. Nach 35 Ligaspielen wechselte er im Dezember 2022 zum ebenfalls in der ersten Liga spielenden Lamphun Warriors FC. Für die Warriors bestritt er in der Rückrunde elf Erstligaspiele. Zu Beginn der Saison 2023/24 wechselte er im Juli 2023 zum Erstligaaufsteiger Uthai Thani FC. Bei dem Verein aus Uthai Thani stand er zwei Spielzeiten unter Vertrag und bestritt 48 Ligaspiele. Hierbei erzielte er sechs Treffer. Im Sommer 2025 wurde sein Vertrag nicht verlängert.

### Nationalmannschaft
Von 2011 bis 2018 absolvierte Aung Thu 33 Partien für diverse myanmarische Jugendauswahlen und erzielte dabei 21 Treffer. Ab 2015 war er für vier Jahre fester Bestandteil der myanmarischen A-Nationalmannschaft und kam in dieser Zeit auf 41 Länderspiele mit neun Treffern.

## Erfolge

### Verein
Yadanarbon FC
- Myanmarischer Meister: 2014, 2016

Buriram United
- Thailändischer Meister: 2021/22

### Nationalmannschaft
U20-Nationalmannschaft
- Hassanal Bolkiah Trophy: 2014

## Auszeichnungen
Myanmar National League
- Spieler des Jahres: 2015, 2016, 2017